# Телеши (Гомельська область)
Телеши (біл. Целяшы, лит. Celiašai) — село в Тереницькій сільській раді Гомельського району Гомельської області Республіки Білорусь.

## Географія

### Розташування
За 17 км від залізничної станції Якимівка (на лінії Калинковичі — Гомель), 20 км на захід від Гомеля.

## Гідрографія
На річці Уза (притока річки Сож); на заході меліоративні канали.

## Транспортна мережа
Автодорога Жлобин — Гомель. Планування складається з дугоподібної вулиці, орієнтованої з південного сходу на північний захід, до якої з півдня приєднуються дві паралельні між собою вулиці з провулками. Забудова двостороння, дерев'яна, садибного типу.

## Історія

### Велике князівство Литовське
За письмовими джерелами відоме з XVI століття як село Телешковичі. У 1503, 1511, 1525, 1526, 1527 роках село Телешевичі згадується в матеріалах у зв'язку з конфліктами між Великим князівством Литовським і Московським князівством. У 1640-х роках згідно з інвентарем Гомельського староства 8 димів, 4 служби, 11 волів, 5 коней, 4 пустки — Мановщина, Тихалковська, Тиравщино, Знаговщина, у Речицькому повіті Мінського воєводства Великого князівства Литовського, належала Чорторийським. В інвентарі 1752 року зазначені розміри податків, які мали щорічно сплачувати місцеві жителі поміщику та скарбниці.

### Російська імперія
Після першого поділу Речі Посполитої (1772) у складі Російської імперії. У 1792 році збудовано дерев'яну Покровську церкву, а в 1810 році замість застарілої збудовано нову будівлю церкви. Через село проходила поштова дорога з Речиці до Гомеля. У 1848 році центр Телешевської волості (до 9 травня 1923 року) Білицького, а з 1852 року Гомельського повіту Могильовської, з 26 квітня 1919 року Гомельської губернії. До складу волості в 1890 році входили 49 населених пунктів із загальною кількістю 1675 дворів. У 1862 році відкрито народне училище (у 1889 році 36 учнів). 1885 року діяла лікарня (6 місць). Згідно з переписом 1897 року розташовувалися: церква, хлібний магазин, народне училище, 4 вітряки, лавка, кузня, трактир. У 1909 році 2070 десятин землі. Було відділення поштового зв'язку.

### СРСР
З 8 грудня 1926 року у складі Білоруської РСР, центр Телешовської сільради Уваровицького, з 17 квітня 1962 року Гомельського районів Гомельського округу (до 26 липня 1930 року), з 20 лютого 1938 року Гомельської області.
Працювали початкова школа, хата-читальня, ветеринарний пункт, лавка. У 1929 році організовано колгосп «Червона площа», працювали кінна зернодробарка, 5 вітряків, кузня, шерстечесальня. Під час німецько-радянської війни німецькі окупанти вбили 22 мешканці (поховані в могилі жертв фашизму на південно-східній околиці). У боях за село восени 1943 року загинули 266 радянських солдатів (поховані в братській могилі на цвинтарі). 120 мешканців загинули на фронті. У 1943—1944 роках біля села діяв посадковий майданчик для радянських літаків. 1959 року центр колгоспу «Червона площа». Розташовані середня школа, клуб, бібліотека, відділення зв'язку, дитячий садок, лікарня, їдальня, кафе, 5 магазинів, лазні.

### Республіка Білорусь
До 1 серпня 2008 року центр Телешовської сільради.

## Населення

### Чисельність
- 2015 — 490 мешканців.